# Macromia illinoiensis
Macromia illinoiensis là loài chuồn chuồn trong họ Macromiidae. Loài này được Walsh mô tả khoa học đầu tiên năm 1862.

## Hình ảnh

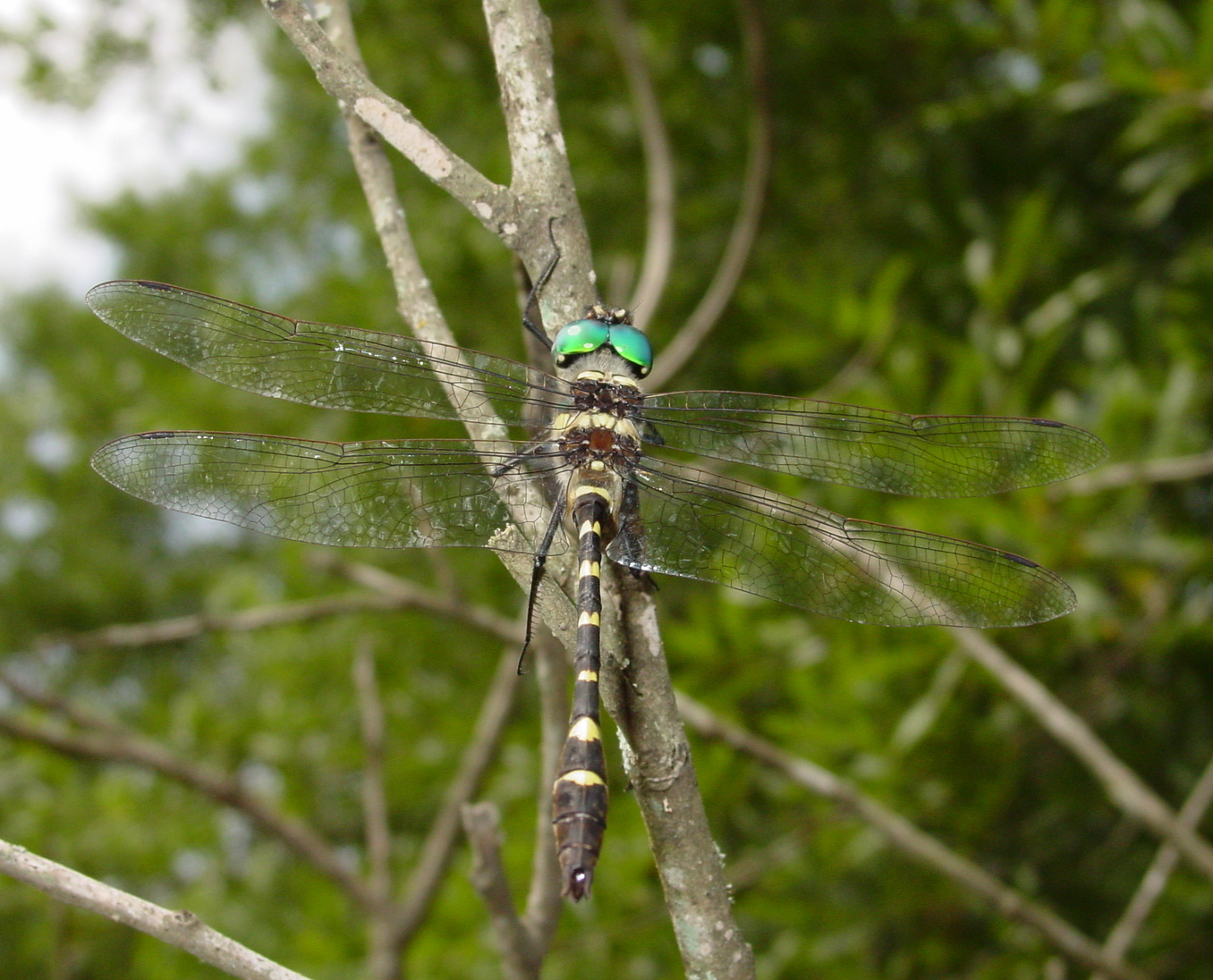